# Ignazio Secchi
Ignazio Secchi (Sennori, 1907 – Sorso, 1967) è stato un chitarrista italiano, esponente del cantu a chiterra, della prima generazione, ideatore di un modello di chitarra sarda e artefice di uno stile di accompagnamento che ha fatto scuola.
Apprese la tecnica musicale dal fratello maggiore Peppino. Ignazio era anche un liutaio e costruiva le sue chitarre. Alla fine degli anni trenta il modello di chitarra ideato da Ignazio insieme al fratello cominciò ad affermarsi in maniera diffusa.
Come sonadore esordì giovanissimo a 16 anni e col tempo maturò un suo stile che fu di riferimento per Adolfo Merella considerato anche lui grande chitarrista. 
Fu il protagonista della prima stagione, accompagnò Luigino Cossu, Antonio Desole, Pietro Porqueddu e molti altri. Insieme a Luigino Cossu, del quale era il preferito, incise moltissimi dischi, a partire dal 1928, presso la casa discografica La voce del padrone di Milano.